# Кольонія-Лишковиці
Кольонія-Лишковиці (пол. Kolonia Łyszkowice) — село в Польщі, у гміні Лишковиці Ловицького повіту Лодзинського воєводства.
Населення — 205 осіб (2011).
У 1975-1998 роках село належало до Скерневицького воєводства.

## Демографія
Демографічна структура станом на 31 березня 2011 року:
|          | Загалом | Допрацездатний вік | Працездатний вік | Постпрацездатний вік |
| -------- | ------- | ------------------ | ---------------- | -------------------- |
| Чоловіки | 90      | 16                 | 61               | 13                   |
| Жінки    | 115     | 28                 | 58               | 29                   |
| Разом    | 205     | 44                 | 119              | 42                   |